# Sara Trier
Sara Trier (født 9. januar 1975 i København) er en dansk billedkunstner og forfatter.
Hun debuterede i 1995 med brevromanen 'Hvide løgne' (Gyldendal), skrevet sammen med sin mor, forfatter og billedkunster Dea Trier Mørch. Hun er også datter af musikeren, maleren og entertaineren Troels Trier, begge er kendt fra kunsterkollektivet Røde Mor. Hun er søster til musikeren Tobias Trier.
Sara Trier er kandidat fra litteraturvidenskab fra Københavns Universitet. I 2008 skrev hun reportagebogen 'Martin Luther Burger King' (Politikens Forlag, 2008) sammen med sin mand, Politiken-redaktør Lars Trier Mogensen. Bogen bygger på bloggen Kampagnesporet, skrevet til Politikens hjemmeside og fra det amerikanske præsidentvalg i 2008. Bogen er en underholdende og kritisk skildring af den amerikanske valgkamp, oplevet af en småbørnsfamilie, på rejse i hælene på Hillary Clinton og Barack Obama. I 2009 blev bloggen genoptaget, nu fra verdenshistoriens største valg, det indiske parlamentsvalg.